# Francisco San Martin
Francisco San Martin (* 27. August 1985 auf Mallorca; † 16. Januar 2025 in Los Angeles) war ein US-amerikanischer Schauspieler.

## Leben und Karriere
San Martin wurde am 27. August 1985 auf Mallorca geboren und wuchs in Montana auf. In seiner Kindheit nahm er an diversen Kindertheaterproduktionen teil. Als Jugendlicher kehrte er mit seiner Familie zurück nach Spanien. Im Jahr 2011 spielte er für ein halbes Jahr in der Seifenoper Zeit der Sehnsucht mit, durch welche er internationale Bekanntheit erlangte. 2013 spielte er in einer Nebenrolle in der Filmbiografie Liberace – Zu viel des Guten ist wundervoll. 2016 spielte er im Kurzfilm A love Story mit, ehe er ab 2017 in der Seifenoper Reich und Schön sowie der Dramedy-Serie Jane the Virgin mitspielte. Seine letzte Rolle verkörperte San Martin in dem Kurzfilm Dot, nachdem er sich zuletzt aus der Öffentlichkeit zurückgezogen hatte.
Am 16. Januar 2025 starb er in Los Angeles im Alter von 39 Jahren durch Suizid.

## Filmografie
- 2011: Zeit der Sehnsucht
- 2013: Liberace – Zu viel des Guten ist wundervoll
- 2016: A Love Story
- 2017: Reich und Schön
- 2017: Jane the Virgin
- 2022: Hotter Up Close
- 2022: Dot